# Iwan Adutschinowitsch Samtajew
Iwan Adutschinowitsch Samtajew (russisch Иван Адучинович Самтаев; * 1964) ist ein ehemaliger russischer Ringer. Er war 1986 Europameister im griechisch-römischen Stil im Papiergewicht.

## Werdegang
Iwan Samtajew stammt aus der russischen Republik Altai in Sibirien. Er begann als Jugendlicher mit dem Ringen. Als Erwachsener ging er zur russischen Armee und wurde Mitglied des Armeesportvereins SKA Gorno-Altaisk. Er konzentrierte sich ganz auf den griechisch-römischen Stil und rang im Papiergewicht, der leichtesten Gewichtsklasse (bis 48 kg Körpergewicht).
1983 begann seine internationale Laufbahn, als er bei der Junioren-Weltmeisterschaft (Espoirs) in Kristiansund/Norwegen im Papiergewicht hinter Ilie Muti aus Rumänien und vor Jon Rønningen, Norwegen, Orze Orzew, Bulgarien und Shawn Sheldon, USA, den 2. Platz belegte. 1984 war er bei der Junioren-Europameisterschaft (Espoirs) in Frederikshavn/Dänemark am Start und wurde dort im Papiergewicht vor Andreas Klimmt, DDR, Niculae Onica, Rumänien und Achim Heugabel, BRD, Europameister der Junioren.
Bei den Senioren hatte es Iwan Samtajew ungleich schwerer in der damaligen Sowjetunion in eine Spitzenposition zu gelangen. Grund war das hohe Leistungsvermögen und die Vielzahl von guten sowjetischen Ringern. Die Sowjetunion besaß seinerzeit in jeder Gewichtsklasse und in jeder Stilart bis zu fünf gleichwertige Ringer, die dazu in der Lage waren Titel bei internationalen Meisterschaften zu gewinnen. In der Gewichtsklasse und zu Zeiten von Iwan Samtajew waren dies z. B. Timor Taimuras Kasaraschwili, Məhəddin Allahverdiyev, Wassili Anikin, Wladimir Schatumow, Sergei Suworow und Alexander Ignatenko. Dabei ist diese Aufzählung noch gar nicht vollständig.
1986 startete Iwan Samtajew beim Grand Prix der Bundesrepublik Deutschland in Freiburg im Breisgau im Papiergewicht und siegte dort vor Markus Scherer aus der BRD und dem Japaner Ebina. Im gleichen Jahr wurde er dann auch bei der einzigen internationalen Meisterschaft, an der er teilnehmen durfte, der Europameisterschaft in Athen eingesetzt. Er überzeugte dort im Papiergewicht voll und ganz und gewann dort den Titel vor dem vielfachen Welt- und Europameister Bratan Zenow aus Bulgarien und dem späteren Olympiasieger Vincenzo Maenza aus Italien.
Trotz dieses Erfolges wurde Iwan Samtajew bei keiner internationalen Meisterschaft mehr eingesetzt. Er war nur noch im Jahre 1986 bei einem Welt-Cup-Turnier in Oak Lawns in den Vereinigten Staaten am Start und siegte dort vor Masanori Ohashi aus Japan und Eric Wetzel aus den Vereinigten Staaten. Im Jahre 1987 startete er bei der FILA-Grand-Prix-Gala in Budapest, belegte dort aber nur den 10. und letzten Platz. Danach erscheint er in keiner Siegerliste mehr.

## Internationale Erfolge
| Jahr | Platz | Wettbewerb                                      | Gewichtsklasse | |
| 1983 | 2.    | Junioren-WM (Espoirs) in Kristiansund/Norwegen  | Papier         | hinter Ilie Muti, Rumänien, vor Jon Rønningen, Norwegen, Orze Orzew, Bulgarien u. Shawn Sheldon, USA |
| 1984 | 1.    | Junioren-EM (Espoirs) in Frederikshavn/Dänemark | Papier         | vor Andreas Klimmt, DDR, Niculae Onica, Rumänien u. Achim Heugabel, BRD                              |
| 1986 | 1.    | Großer Preis der BRD in Freiburg im Breisgau    | Papier         | vor Markus Scherer, BRD u. Ebina, Japan                                                              |
| 1986 | 1.    | EM in Athen                                     | Papier         | vor Bratan Zenow, Bulgarien, Vincenzo Maenza, Italien, Lars Rønningen, Norwegen u. Fuat Yıldız, BRD  |
| 1986 | 1.    | Welt-Cup in Oak Lawns/USA                       | Papier         | vor Masanori Ohashi, Japan u. Eric Wetzel, USA                                                       |
| 1987 | 10.   | FILA-Grand-Prix-Gala in Budapest                | Papier         | Sieger: Vincenzo Maenza vor Bratan Zenow u. Andrzej Głąb, Polen                                      |

Anm.: alle Wettbewerbe im griechisch-römischen Stil, WM = Weltmeisterschaft, EM = Europameisterschaft, Papiergewicht, damals bis 48 kg Körpergewicht